# Dance Gavin Dance
Dance Gavin Dance is een Amerikaanse posthardcore band die in 2005 in Sacramento is opgericht.

## Bezetting
Huidige bezetting
- Jon Mess (zang)
- Tilian Pearson (zang)
- Will Swan (gitaar, zang)
- Matt Mingus (drums)
- Andrew Wells (gitaar)
- Sergio Medina (basgitaar)

Voormalige leden
- Jonny Craig (zang, 2005–2007, 2010–2012)
- Kurt Travis (zang, 2007–2010, tour 2012)
- Alvaro Alcala (gitaar)
- Zachary Garren (gitaar, 2007–2010)

Voormalige leden (vervolg)
- Josh Benton (gitaar, 2010–2014)
- Jason Ellis (basgitaar, 2008–2009)
- Sean O’Sullivan (gitaar, 2006–2007, tour 2010)
- Eric Lodge (basgitaar, 2005–2008, 2010–2012)
- Tim Feerick † (basgitaar), 2009-2010, 2012-2022)

## Geschiedenis

### Oprichting totDowntown Battle Mountain(2005-2007)
Dance Gavin Dance werd opgericht kort nadat de band Farewell Unknown werd ontbonden, waarin gitarist Will Swan, drummer Matt Mingus en bassist Eric Lodge sinds 2003 samen speelden. Nadat zich Jon Mess als screamer en uiteindelijk ook Jonny Craig als zanger hadden aangesloten, (laatstgenoemde verliet zijn voormalige band Ghost Runner On Third vanwege persoonlijke conflicten tussen de leden), begon de band hun eerste ep Whatever I Say Is Royal Ocean, die uitkwam in 2006, op te nemen in de Deathbot Studios in Sacramento. In hetzelfde jaar tekende de band een contract bij het platenlabel Rise Records, dat kort daarna hun ep opnieuw uitbracht.
In 2007 behaalde de band hun eerste grote successen. Hun eerste studioalbum Downtown Battle Mountain bezorgde hen vooral positieve kritiek binnen het alternatieve muziekcircuit. Het gitaarwerk van Will Swan en Sean O'Sullivan werd geprezen, evenals de interactie van het duo Jonny Craig/Jon Mess. Kort daarna gingen ze op tournee met Alesana, A Day to Remember en Pierce the Veil. Datzelfde jaar verlieten Sean O'Sullivan en Jonny Craig de band. In een interview verklaarde de band dat er sterke spanningen en conflicten zouden zijn geweest tussen Craig en de andere bandleden. Sean O'Sullivan werd vervangen door hun merchandiseverkoper Zachary Garren.

### Nieuwe zanger en titelloos album (2008-2009)
Kort na het vertrek van Jonny Craig ging de band op zoek naar een nieuwe zanger. Nic Newsham, de voormalige zanger van Gatsby's American Dream, werd afgewezen als zanger, maar verscheen als gastzanger in het nummer Uneasy Hearts Weigh The Most van het aankomende album. Uiteindelijk vond Dance Gavin Dance een nieuwe frontman in Kurt Travis, de voormalige zanger van Five Minute Ride. Met deze bezetting gingen ze in het voorjaar van 2008 naar de studio om hun tweede album op te nemen, dat verscheen in augustus van hetzelfde jaar en opnieuw overwegend positief werd ontvangen. Nadat de opnamen waren voltooid, verloor de band nog twee leden, dit keer Jon Mess en Eric Lodge. Mess leed destijds aan de ziekte van Lyme en raakte overspannen door de vele tournees. Lodge volgde omdat beide zeer goede vrienden zijn. Will Swan en Matt Mingus bleven dus de enige oprichters. Vanaf nu nam Swan de screams over en Jason Ellis, een goede vriend van Kurt Travis, vulde het gat op de basgitaar. De eerste videoclip van de band voor het nummer Me And Zoloft Get Along Just Fine werd eind 2008 uitgebracht en werd geregisseerd door Robby Starbuck, die verantwoordelijk is voor nog veel meer muziekvideo's uit het alternatieve muziekcircuit.

### Happinessen andere bezettingswisselingen (2009-2010)
In februari 2009 begon de band met het opnemen van hun derde album, waarop de band experimenteerde met verschillende genres, wat verschillende reacties uitlokte. Jason Ellis verliet de band na de opnamen en werd vervangen door Tim Feerick, een andere vriend van Kurt Travis. Na het uitbrengen van het album kwam er een videoclip uit voor het nummer Tree Village, waarna de band op tournee ging met onder meer Emarosa, Of Mice & Men en Closure In Moskou. Begin 2010 werd Zachary Garren uit de band gezet vanwege een persoonlijk conflict. Daniel Snook, een vriend van Tim Feerick, nam tijdelijk de positie over voor een tournee, maar verliet toen de band samen met Feerick. Josh Benton en Tony Marks, twee andere vrienden van Travis, kwamen voor Snook en Feerick.

### Downtown Battle Mountain II(2010-2011)
Medio 2010 werd aangekondigd dat zowel Jon Mess als Eric Lodge waren teruggekeerd bij de band. In augustus van hetzelfde jaar volgde het ontslag van zanger Kurt Travis en de verrassende terugkeer van de vorige zanger Jonny Craig. Jon Mess zei jaren later over de terugkeer, dat de band waarschijnlijk uit elkaar zou zijn gegaan als Craig niet weer bij de band was gekomen. Met bijna alle stichtende leden behalve Sean O 'Sullivan, wiens post nog steeds bezet was door Josh Benton, begon de band met het opnemen van hun vierde studioalbum, dat een opvolger zou worden van het eerste album en daarom de naam Downtown Battle Mountain II kreeg. Het album werd uitgebracht in maart 2011 en werd veel positiever ontvangen door de fangemeenschap dan zijn voorganger. Dit werd gevolgd door uitgebreide tournees met Iwrestledabearonce en In Fear And Faith, waarop bassist Eric Lodge vanwege schoolverplichtingen werd vervangen door Jordan McCoy.

### Weer een scheiding van Craig, nieuwe zanger enAcceptance Speech(2011-2013)
Ondanks het succes dat Dance Gavin Dance had met hun nieuwe materiaal, bleven er problemen ontstaan met Jonny Craig, die al geruime tijd worstelde met een heroïneverslaving. Het begon met beschuldigingen van enkele fans dat Craig MacBooks tussen $600 en $800 had verkocht, maar ze nooit had verzonden, van arrestaties wegens bezit van verdovende middelen tot anoniem gepubliceerde foto's en video's, waarop hij heroïne gebruikt. Er volgde een turbulente tijd voor de band, waaruit in augustus 2012, na maanden zonder duidelijke verbetering in de toestand van Craig, besloten werd hem weer uit de band te gooien, nadat hij publiekelijk werd uitgescholden door organisatoren en deelnemers voor zijn gedrag op de 'All Stars Tour' en de band steeds meer in een kwaad daglicht kwam te staan.
De voormalige Tides Of Man-zanger Tilian Pearson werd gevonden als vervanging en Tim Feerick keerde terug naar de baspositie. In deze bezetting werd het vijfde album Acceptance Speech opgenomen, dat in oktober 2013 uitkwam. Bovenal werden Pearsons stem en de mix van verschillende genres geprezen om het werk. Er werd kritiek geuit op de productie van het album, die Matt Malpass voor het eerst had overgenomen. De vier voorgangers werden elk geproduceerd door Kris Crummett. Er kwamen muziekvideo's voor de nummers Strawberry Swisher, Pt. 3 en Death Of The Robot With Human Hair, welke laatste verwijst naar de uitvoerig ontworpen albumhoezen van de band en werd geproduceerd door John Howe, die in de loop der tijd meer video's in deze stijl heeft gemaakt. In december 2013 werd een box uitgebracht, die de eerste zes publicaties (inclusief de ep Whatever I Say Is Royal Ocean) op vinyl bevat.

### Instant Gratification (2014–2015)
Josh Benton verliet de band kort na de Acceptance Speech-opnamen om zich te concentreren op zijn carrière als muziekproducent. Aric Garcia van Hail the Sun nam de positie over voor de volgende tournees met Capture the Crown, Palisades en Secrets. Kort daarna begon de band met opnemen voor hun volgende studioalbum. Aangezien er destijds geen permanente tweede gitarist was, hadden Zachary Garren, Martin Bianchini van Secret Band en Aric Garcia hun opnamen bijgedragen aan dit werk. Het zesde album werd uitgebracht in april 2015, kort nadat de videoclip voor Stroke God, Millionaire werd uitgebracht, wat een vervolg is op Death Of The Robot With Human Hair. In de loop van het album volgde een tournee met Polyphia, Hail The Sun en Stolas. Verder vierde de band dit jaar haar tienjarig bestaan en daarom gingen ze op tournee met alle bands, waar voormalige leden van Dance Gavin Dance te gast waren. In die tijd waren dat A Lot Like Birds (Kurt Travis), Slaves (Jonny Craig) en Strawberry Girls (Zachary Garren). Tijdens de tournee mochten de voormalige zangers Travis en Craig te gast zijn op het podium voor geselecteerde songs.

### Tree City SessionsenMothership(2016-2017)
In maart 2016 werd het livealbum Tree City Sessions aangekondigd, dat live-opnamen bevat van twaalf geselecteerde nummers uit hun carrière. Het werd opgenomen in hun geboorteplaats Sacramento en werd uitgebracht in mei 2016. Ondertussen was de band al begonnen met opnemen voor hun zevende studioalbum, dat in 2016 zou uitkomen.
In juli van datzelfde jaar werd het nieuwe album Mothership eindelijk aangekondigd, samen met een uitgebreide tournee, en werd uitgebracht op 7 oktober. Kris Crummett was opnieuw de producent. Eidola nodigde Zachary Garren, Martin Bianchini, Aric Garcia en Andrew Wells uit om bij te dragen aan de opnamen. Naast een eerder uitgebrachte videoclip voor Betrayed By The Game werd er nog een geanimeerde video voor Young Robot uitgebracht, die het verhaal vertelt van Death Of The Robot With Human Hair. Een derde videoclip werd uitgebracht in maart 2017 voor het nummer Inspire The Liars.
Na verschillende uitgebreide tournees met o.a. The Contortionist, Hail The Sun, CHON en Good Tiger, die de band in november 2016 ook naar Europa leidde, verscheen begin juni 2017 een cover van het Bruno Mars-nummer That's What I Like met de bijbehorende videoclip. De hoes maakt deel uit van de compilatie Punk Goes Pop 7, die op zijn beurt deel uitmaakt van de Punk Goes...-serie, die sinds 2000 door Fearless Records is uitgebracht. In dezelfde maand verscheen ook de single Summertime Gladness met een videoclip. De single was het begin van de Warped Tour, waarop de band de hele zomer optrad. In december volgde een bijzondere tournee waarbij de band live het complete album Mothership speelde.

### Artificial Selectionen andere publicaties (2018-2019)
In oktober 2017 onthulde de band, dat de opnamen voor hun achtste studioalbum waren begonnen met een voorlopige publicatiedatum rond de zomer van 2018. Kort na een Europese tournee met Veil of Maya in maart 2018 werden het artwork en de titellijst van het nieuwe album Artificial Selection gepubliceerd. Andrew Wells, Zachary Garren, Martin Bianchini en Louie Baltazar waren uitgenodigd als gastgitaristen en de deelname van voormalig zanger Kurt Travis werd bevestigd op het nummer Shelf Life. De muziekvideo voor de eerste single Midnight Crusade werd begin april uitgebracht, geregisseerd door Samuel Halleen, die al de videoclips heeft geproduceerd voor Betrayed By The Game en Inspire The Liars. Er zijn meer muziekvideo's uitgebracht voor de nummers Care en Count Bassy. Het album werd uitgebracht op 8 juni 2018. Voor het eerst in de geschiedenis van de band namen verschillende producenten deel, die elk de individuele elementen van het algehele werk kregen toevertrouwd. Terwijl Kris Crummett de productie van de gitaren en drums overnam, werkte Dryw Owens aan de basopnamen en Erik Ron aan de zang. Will Swan wordt genoemd als uitvoerend producent.
In april 2018 en dus voor het uitbrengen van het nieuwe album, voltooide de band een tournee als ondersteuning van Underoath en daarna nog een met I See Stars, die tot eind juni duurde. De band had een groot optreden op het laatste Rock on the Range-festival, dat jaarlijks met meer dan 100.000 bezoekers een van de beroemdste rock- en metalfestivals in de Verenigde Staten was. Een andere tournee met Underoath volgde in november en er werd nog een geanimeerde video voor Son Of Robot gepubliceerd, die het verhaal voortzet dat begon in de video voor Death Of The Robot With Human Hair. In het voorjaar van 2019 ging de band op tournee met onder meer Periphery en Don Broco. Daarnaast werd een cover van het Third Eye Blind-nummer Semi-Charmed Life uitgebracht als onderdeel van de compilatiesongs That Saved My Life van Hopeless Records. De opbrengst van het album gaat naar non-profitorganisaties, die aandacht besteden aan zelfmoordpreventie of advies over psychologische crises.
Eind maart 2019 verscheen de single Head Hunter met de bijbehorende videoclip. Kort daarna kondigde zangeres Tilian Pearson op Twitter aan, dat een geremasterde versie van het album Acceptance Speech uit 2013 was voltooid en in hetzelfde jaar zou worden uitgebracht. Het origineel werd vaak bekritiseerd door fans en journalisten voor de productie van Matt Malpass, dus het remasteringproces voor de nieuwe titel Acceptance Speech 2.0 werd uitgevoerd door de reguliere producent Kris Crummett. Het album is op 30 augustus 2019 met nieuw artwork uitgebracht. Daarnaast bracht Rise Records elke maand instrumentale versies uit van de vorige Dance Gavin Dance-albums, te beginnen met Artificial Selection eind mei 2019.

## Stijl
Dance Gavin Dance kenmerkt zich door de continue uitbreiding en ontwikkeling van hun muzikale bereik. Oorspronkelijk afkomstig uit het posthardcore circuit, kwamen er door de jaren heen steeds meer invloeden, zodat elementen van screamo, funk, soul, pop, disco en hiphop, die nu terug te vinden zijn in hun muziek. Zowel ex-zanger Jonny Craig kreeg veel aandacht door de soul invloeden die hij in de band bracht, wat ongebruikelijk was voor het genre, en gitarist Will Swan vanwege de gecompliceerde, snelle licks en riffs. Andere bepalende kenmerken van Dance Gavin Dance zijn het gevarieerde en ritmisch complexe spel van drummer Matthew Mingus en de combinatie van zuivere zang en screaming door de twee frontmannen.

## Discografie
- 2006: Whatever I Say Is Royal Ocean (ep, Rise Records)
- 2007: Downtown Battle Mountain (Rise Records)
- 2008: Dance Gavin Dance (Rise Records)
- 2009: Happiness (Rise Records)
- 2010: Live at Bamboozle 2010 (livealbum, Live Nation Entertainment)
- 2011: Downtown Battle Mountain II (Rise Records)
- 2013: Acceptance Speech (Rise Records)
- 2015: Instant Gratification (Rise Records)
- 2016: Mothership (Rise Records)
- 2016: Tree City Sessions (livealbum, Rise Records)
- 2018: Artificial Selection (Rise Records)
- 2020: Afterburner (Rise Records)
- 2022: Jackpot Juicer (Rise Records)